# イギリス保護領
イギリス保護領（イギリスほごりょう、英: British protectorate）とは、イギリス政府の管轄下にある保護領のことである。保護領となった領土の多くにはすでに現地の支配者がおり、王室は条約を通じて交渉し、その地位を認めると同時に保護を提供した。したがって、イギリス保護領は間接統治であり、ほとんどの場合、現地の支配者やその臣民も、イギリスの臣民ではなかった。イギリス保護国は、より緩やかなイギリスの従属国であり、現地の支配者は国家の内政を絶対的に支配し、イギリスは国防と外交を支配した。

## 概要
1809年、イギリスがフランス支配下のケファロニア島を占領した際、「我々は侵略者ではなく、イギリスの保護の利点を強調する同盟国である」と宣言し、イギリスは島々を正式に併合せず、保護領とした。その後1815年のパリ条約により、イオニア諸島はイギリスの保護下にあるイオニア諸島合衆国として独立した。またマルタも同様に、1800年のフランス降伏から1814年のパリ条約までの間、イギリスの保護領だった。
インドの藩王国もまた、帝国時代の間接統治の一例であり、 西アフリカの領土の多くもそうだった。
そして他のイギリス保護領もこれに続いた。 太平洋では、1892年5月27日から6月17日にかけて、ギルバート諸島（現キリバス）の16の島々が、HMSロイヤリストのデイヴィス艦長によってイギリス保護領と宣言された。 ロイヤリスト号はエリス諸島の各島も訪問し、デイヴィス艦長は島民から英国旗の掲揚を要請されたが、エリス諸島を保護領として宣言する指示はなかった。エリス諸島（現ツバル）の9つの島々は、同年10月9日から16日にかけて、HMSキュラコアのギブソン艦長によってイギリス保護領と宣言された。1893年6月には、HMSキュラコアのギブソン艦長がソロモン諸島南部をイギリス保護領と宣言し、ソロモン諸島保護領が設立された。
1894年、ウィリアム・グラッドストン首相は、イスラム教徒とキリスト教徒の争いが国際的に注目されていたウガンダをイギリス保護領にすることを正式に発表した。 イギリス政府は、地元の寡頭政治による間接統治計画の下、慎重に選ばれた地元の首長を設置し、イギリスが管理する公務員のネットワークを作り上げた。 イギリス保護領のほとんどは、植民地省ではなく、外務省の下に置かれた総監または高等弁務官によって監督されていた。
英国法は保護領と保護国を区別している。憲法上、この2つは同じような地位にあり、英国が国防と対外関係を管理している。しかし、保護領には内政が確立されているのに対し、保護国にはすでに存在する内政に基づく地方自治が確立されている。
旧イギリス保護領、保護国、委任統治領、信託統治領の関係者は、独立時にその国の国籍を取得しなかった場合、イギリス保護国出身者にとどまることができる。
イギリス保護領は、1978年に独立したイギリス領ソロモン諸島（現ソロモン諸島）が最後であり、イギリス保護国は1984年に独立したブルネイが最後である。

## 旧イギリス保護領の一覧

### アメリカ大陸
- モスキート海岸 (1844-1860)

### 中東
- アデン保護領（英語版）（1872-1963）；南イエメンの前身国家[7]
  - 東部保護領、後の南アラビア保護領 (1963–1967)
    -  カシリ・スルタン国
    -  マフラ・スルタン国
    -  クアイティ・スルタン国
    -  上ヤファ国
      - ブシ首長国
      - ダビ首長国
      - ハドラミー首長国
      - マフラヒー首長国
      - マウサッタ国

    -  ハウラ首長国
    -  イルカ首長国

  - 西部保護領、後の南アラビア連邦（1962-1967）
    -  ワヒディ・スルタン国
      - バル・ハーフ
      - アザン
      - ビル・アリ
      - ハッバーン

    -  ベイハン首長国
    -  ダーラ首長国
      - クタイビ首長国

    -  ファドリ・スルタン国
    -  ラヘジ・スルタン国
    -  下ヤファ・スルタン国
    -  アウダリ首長国
    -  ハウシャビー・スルタン国
    -  上アウラキ首長国
    -  上アウラキ・スルタン国
    -  下アウラキ・スルタン国
    -  アラウィー首長国
    -  アクラビ首長国
    -  ダティーナ首長国
    -  シャイブ首長国
- エジプト・スルタン国 (1914–1922)
- イギリス・エジプト領スーダン (1899–1956) (エジプトとの共同統治領)

### アジア
- モルディブ・スルタン国 (1887–1965)[8]
- シッキム王国(1861–1947)[9]
- マニプール王国 (1826–1891)[10]
- イギリス領インド帝国の藩王国 (1845-1947) – 藩王国は保護領よりも地位が低く、イギリスはイギリス親政の原則の下、内政干渉の権利を留保していた。

### ヨーロッパ
- イギリス領キプロス (1871–1914)
- マルタ保護国 (1800–1813) (事実上シチリア王国の一部だが、イギリスの保護下にある)
- イオニア諸島合衆国 (1815–1864)

### サハラ以南のアフリカ
- イギリス領ソマリランド(1884–1960)[7]
- ウガンダ保護領 (1894–1962)
- ケニア植民地* (1920–1963)
  -  イギリス領東アフリカ (1895–1920)
- ザンジバル保護国 (1890–1963)
- ガンビア植民地および保護領* (1894–1965)
- シエラレオネ植民地および保護領* (1896–1961)
- 北部準州保護領 (1902–1957)
- イギリス保護領ナイジェリア* (1914-1960)
  -  北部ナイジェリア保護領 (1900–1914)
  -  南部ナイジェリア保護領 (1900–1914)
    -  ニジェール海岸保護領(1884–1900)
- 北ローデシア(1924–1964)
- ニヤサランド (1907–1964)
  -  イギリス中央アフリカ保護領 (1893–1907)
- ベチュアナランド保護領 (1885–1966)
- スワジランド保護領 (1903–1968)

*同名の植民地とともに存在した保護領

### オセアニア
- パプア準州 (1884–1888)
- イギリス領ソロモン諸島 (1893–1978)
- クック諸島連邦 (1888–1901)
- ギルバートおよびエリス諸島 (1892–1916)
- ニウエ (1900–1901)
- トケラウ (1877–1916)

## 旧イギリス保護国の一覧
保護国として、以下の国家は公式に大英帝国の一部となることはなく、内政についてはほぼ全面的な統制を保っていた。保護国であった間はほとんど公表されず、独立して初めて明らかになった。

### 中東
- ペルシア湾総督邸 (1822–1971); 本拠地はイランのブーシェフル
  -  ペルシア (1919–1921)
  -  バーレーン (1861–1971)[11]
  -  クウェート首長国 (1899–1961)[11]
  -  カタール (1916–1971)
  -  休戦オマーン (1820–1971); アラブ首長国連邦の前身国家[11]
    -  アブダビ首長国 (1820–1971)
    -  アジュマーン首長国 (1820–1971)
    -  ドバイ首長国 (1835–1971)
    -  フジャイラ首長国 (1952–1971)
    -  ラアス・アル＝ハイマ首長国 (1820–1971)
    -  シャールジャ首長国 (1820–1971)
      -  カルバ首長国 (1936–1951)

    -  ウンム・アル＝カイワイン首長国 (1820–1971)

  -  マスカット・オマーン (1892–1951) (非公式)[12][1]
- エジプト王国 (1922–1936)[13]

### アジア
- アフガニスタン首長国 (1879–1919)[注釈 1][11]
- ブータン (1910–1947)[11]
- ネパール王国 (1816–1923)[11]
- マラヤ連邦 (1948–1957)
  -  マレー連合州 (1895–1946)
    -  ヌグリ・スンビラン州 (1888–1895)
      -  スンガイ・ウジョン (1874–1888)
      -  ジェレブ (1886–1895)

    -  パハン州 (1888–1895)
    -  ペラ州 (1874–1895)
    -  セランゴール州 (1874–1895)

  -  マレー非連邦 (1909–1946)
    -  ジョホール州 (1914–1946)
      -  ジョホール州 ムアール群 (1897–1909)

    -  ケダ州 (1909–1946)
    -  クランタン州 (1909–1946)
    -  プルリス州 (1909–1946)
    -  トレンガヌ州 (1919–1946)
- ブルネイ (1888–1984)
- サラワク王国 (1888–1946)
- イギリス領北ボルネオ (1888–1946)
- モルディブ・スルタン国 (1948-1965)

### アフリカ
- スワジランド (1967–1968)

### オセアニア
- トンガ王国 (1900–1970)